# Albert Liénart
Albert Joseph Léopold Liénart (Aalst, 29 mei 1840 - 23 juni 1871) was een Belgisch advocaat en politicus voor de Katholieke Partij.

## Levensloop
Liénart was een zoon van Camille Liénart en Eline Van den Broucke. Hij was de broer van senator Charles Liénart en bleef vrijgezel. 
Hij doorliep de oude humaniora aan het Sint-Jozefscollege in Aalst, die hij als primus perpetuus beëindigde. Hij promoveerde tot doctor in de rechten (1862) aan de Katholieke Universiteit Leuven. Na een stage in Parijs schreef hij zich in als advocaat bij de balie van Brussel.
Hij werd gemeenteraadslid van Aalst in 1866 en datzelfde jaar werd hij verkozen tot katholiek volksvertegenwoordiger voor het arrondissement Aalst. Hij was toen de jongste volksvertegenwoordiger van het land. Beide mandaten vervulde hij tot aan zijn vroegtijdige dood. Tijdens zijn korte loopbaan ontpopte hij zich tot een van de toekomstige leiders van de conservatieve fractie in het parlement. Hij kon zich met succes verzetten tegen de afschaffing van de doodstraf. Hij voerde hevig campagne tegen de benoeming van een liberale burgemeester in Aalst, met een in meerderheid katholieke gemeenteraad. Hij voerde actie bij de behandeling van de gemeentewet en van belastingwetten.
In Aalst is een straat naar hem genoemd, met name de Albert Liénartstraat.